# چغک علفی شانه‌زرد
چغک علفی شانه‌زرد (نام علمی: Loxipasser anoxanthus) نام گونه‌ای از تیره فرخندگان است.